# Heuthen
Heuthen est une commune allemande située dans l'arrondissement d'Eichsfeld en Thuringe.

## Géographie

Situation de Heuthen dans l'arrondissement

Heuthen est située dans le centre de l'arrondissement. La ville fait partie de la Communauté d'administration de la Leine et se trouve à 7 km au sud-est de Heilbad Heiligenstadt, le chef-lieu de l'arrondissement.

## Histoire
La première mention écrite du village de Heuthen date de 1146 mais il existait déjà en 724, à l'époque de Saint Boniface, ce qui en fait l'un des plus vieux villages de la région.
Heuthen a appartenu à l'Électorat de Mayence jusqu'en 1802 et à son incorporation à la province de Saxe dans le royaume de Prusse.
La commune fut incluse dans la zone d'occupation soviétique après la Seconde Guerre mondiale avant de rejoindre le district d'Erfurt en RDA jusqu'en 1990.

## Démographie
| 1910 | 1933  | 1939 | 1997 | 2000 | 2004 | 2010 |
| ---- | ----- | ---- | ---- | ---- | ---- | ---- |
| 975  | 1 011 | 941  | 794  | 800  | 787  | 763  |

## Jumelage
Niederelbert (Allemagne) dans l'arrondissement de Westerwald en Rhénanie-Palatinat.